# Лісневський Віталій Іванович
Віталій Іванович Лісневський — солдат Збройних сил України, учасник російсько-української війни. Герой України (2025).

## Нагороди
- Звання Герой України з врученням ордена «Золота Зірка» (14 липня 2025) — за особисту мужність і героїзм, виявлені у захисті державного суверенітету та територіальної цілісності України, самовіддане служіння Українському народові[1].